# Oscar Rivas Gamboa
Oscar Jhon Rivas Gamboa (Caracas, 3 de diciembre de 1969) es un director y productor de cine y televisión venezolano. Realizó estudios de artes escénicas en la Fundación Rajatabla y en la Escuela de Arte de Venezuela, posteriormente realizó estudios de cine en Madrid (España). Es fundador de la empresa Or Producciones, una compañía dedicada a la producción de audiovisuales.
En el año 2017 fue vinculado a Óscar Alberto Pérez y citado a declarar antes las autoridades. Debido a esto fue detenido y se encontró en régimen de presentación durante quince días.

## Carrera profesional y estudios
Oscar Rivas Gamboa estudio publicidad y mercadeo en su ciudad natal, posteriormente realizó estudios de cine en Madrid-España, desarrollando su campo de trabajo en la experiencia del campo audiovisual. A sus 18 años incursionó en el mundo de la televisión en el canal Radio Caracas Televisión, donde tuvo la oportunidad de trabajar de la mano de profesionales de la Televisión venezolana, esta primera experiencia le permitió adquirir herramientas que le permitieron ingresar en el canal Venevisión para instruirse como productor de series Juveniles y dramáticos.
Fundó la empresa Or Producciones, una compañía dedicada a la producción de audiovisuales a nivel internacional. En el año 2015, decide realizar su ópera prima titulada Muerte suspendida, película que contó con la actuación del inspector del CICPC Óscar Alberto Pérez, quien tuvo un papel importante en la misma. 
Posteriormente entra en la producción de Desafío urbano. Esta película musical se destacan los géneros musicales del estilo urbano, así como el baile y otros componentes.
Se encuentra produciendo Sueños de barrio que esperaba ser estrenada en el 2019, la misma producción se encuentra detenida debido a la pandemia causa por el COVID-19
En el 2019 fue pionero en el uso de teléfonos inteligentes en la producción de largometrajes venezolanos junto a Sergio Guerrero
Una vez flexibilizada cuarentena durante el 2021 empezó a participar en la dirección del largometraje "Extracción", esta producción cuenta con la participación de la actriz Jeudy Arango
Con el levantamiento total de la cuarentena en el 2022 realizó un documental llamado "El señor de los hula hula", el mismo trata sobre un personaje característico de la ciudad de Caracas. En este mismo año trabajo también en obras de teatro, entre ellas "Chocolate Blanco", una comedia basada en la vida de una psicóloga y sus pacientes
Durante el último trimestre de ese mismo año produjo "Venga quién venga" programa conducido por el humorista venezolano Wilmer Ramírez. Para el 2023 se espera el estreno de "Alerta Salud", serie protagonizada por Pierina Rojas

## Premios y reconocimientos[17]
| Año  | Categoría                                                              | Premiación                                        |
| 2008 | Productor y director desatacado                                        | Cacique de Oro Internacional Xl Edición Venezuela |
| 2010 | Productor y Director de TV destacado del año                           | Edición KLIII Tenerife                            |
| 2013 | Productor de Video Clip Impacto del Año por Excelencia                 | Edición KLIII Tenerife                            |
| 2014 | Director y productor de Videoclip impacto de trayectoria Internacional | Edición KLIII Tenerife                            |
| 2016 | Director y productor                                                   | Galardón Latin Music Awards                       |
| 2016 | Director de Cine Revelación del año (Muerte suspendida)                | Cine Revelación                                   |
| 2016 | Productor de Cine y Televisión del año                                 | Fiss de Oro                                       |
| 2016 | Película del año (Muerte suspendida)                                   | Galardón Mara Internacional                       |
| 2017 | Director de Cine del año                                               | El Emperador Internacional                        |
| 2017 | Director y Productor de Cine Destacado del año                         | Icaro Internacional                               |
| 2017 | Productor de T.V y Director de Cine por Excelencia                     | Galardón el compás de la salsa de Oro             |
| 2017 | Productor y Director de Cine Impacto del año                           | Gran León de Platino                              |
| 2017 | Productor y Director de Cine por Excelencia                            | Galardón Mar de Plata Internacional               |
| 2018 | Mejor director de cine                                                 | Premios Occamys                                   |
| 2018 | Mejor película                                                         | Premios Occamys                                   |
| 2018 | Director y productor de cine con proyección internacional              | Tacarigua de Oro Internacional                    |
| 2018 | Película venezolana con proyección internacional (Desafío Urbano)      | Tacarigua de Oro Internacional                    |
| 2020 | Estatuilla Doble Diamante                                              | Mara Internacional 2020                           |
| 2021 | Director de Cine con proyección internacional                          | Tacarigua de Oro Internacional 2021               |

## Persecución política
Luego del Ataque al Tribunal Supremo de Justicia de Venezuela durante junio del 2017 ejecutado por el inspector Óscar Alberto Pérez el cineasta venezolano fue citado a declarar ante las autoridades el 27 de julio de ese año. Al llegar a la sede del CICPC ubicada en San Bernadino(Caracas) fue detenido por las autoridades. En ese momento se le informó que tanto su vehículo como su hogar serían allanados. Cabe destacar que numerosos testigos alegan que hubo muchas irregularidades en el proceso. La abogada encargada del caso argumento que no tuvo acceso al expediente y nunca le dieron razón lógica de la detención del productor. El 31 de julio sale bajo régimen de presentación a declarar ante tribunales cada quince días.